# 喜久村徳章
喜久村 徳章（きくむら とくしょう、1949年 - ）は、日本の撮影監督。沖縄県那覇市出身。日本映画撮影監督協会（J.S.C.）所属。

## 経歴
1972年日活に入社。1978年からフリーとなり、安藤庄平などに師事する。2018年、『花戦さ』で第41回日本アカデミー賞優秀撮影賞を受賞した。

## 主な撮影作品

### 映画
- 十六歳のマリンブルー（1990年）
- MISTY（1991年）
- はいすくーる仁義シリーズ（1992年 - ）
- 武闘の帝王（1993年）
- 武闘の帝王2（1994年）
- 勝手にしやがれ!!シリーズ（1995年 - 1996年）
- 「物陰に足拍子」より MIDORI（1996年）
- CURE（1997年）
- 卓球温泉（1998年）
- MABUI（1999年）
- 発狂する唇（2000年）
- カオス（2000年）
- 死びとの恋わずらい（2001年）
- 血を吸う宇宙（2001年）
- 害虫（2002年）
- 黄泉がえり（2003年）
- 呪怨（2003年）
- 呪怨2（2003年）
- 雨鱒の川（2004年）
- 着信アリ2（2005年）
- 楳図かずお恐怖劇場『まだらの少女』『ねがい』（2005年）
- この胸いっぱいの愛を（2005年）
- 水霊 ミズチ（2006年）
- 猫目小僧（2006年）
- 酒井家のしあわせ（2006年）
- 幸福な食卓（2007年）
- 1303号室（2007年）
- L change the WorLd（2008年）
- 山桜（2008年）
- ハッピーフライト（2008年）
- 銀色の雨（2009年）
- 花のあと（2010年）
- おにいちゃんのハナビ（2010年）
- 大奥（2010年）
- アナザー Another（2012年）
- 今日、恋をはじめます（2012年）
- 抱きしめたい -真実の物語-（2014年）
- 柘榴坂の仇討（2014年）
- おかあさんの木（2015年）
- 花戦さ（2017年）
- 二度めの夏、二度と会えない君（2017年）
- ばぁちゃんロード（2018年）

### テレビドラマ
- 学校の怪談シリーズ （関西テレビ）[4]
  - 学校の怪談f『廃校綺談』（1997年7月19日）
  - 学校の怪談 春のたたりスペシャル『呪われた課外授業』（1999年3月30日）